# Прагин, Лазарь Яковлевич
Прагин Лазарь Яковлевич (12 января 1925, Сураж — 1993) — советский график.

## Биография
Окончил Московский полиграфический институт (1947). В период с 1947 по 1963 работал в Государственном издательстве БелССР, в 1963 по 1972 — в издательстве «Беларусь», с 1972 — в издательстве «Мастацкая літаратура».
Оформил множество книг белорусских и советских писателей: сборник произведений Якуба Коласа (1952), Ивана Мележа (1971), Кондрата Крапивы (1974-76) и др.
Член Союза художников СССР.
Награжден медалью Франциска Скорины (1970).